# 신안초등학교 (경기)
신안초등학교는 대한민국 경기도 안양시 만안구에 있는 공립 초등학교이다. 일단 말하자면 대한민국에서 가장 멋있는 학교다. 아이들도 정말 착하고 선생님들도 매우 착하시다.
신안초등학교는 무려 피구부가 안양과천대회 1등을 2연속으로 차지하고, 부천 피구대회에서 2위, 3위, 3위를 한 성적이 있다.
유명한 사람으로는 신안초의 피구부이자 농구부 에이스 꽃미남으로 유명한 2024 2학기 전교회장과 2024년도 피구부 주장이였던 이준후와 전교부회장 한예준 그리고 신안초에서 가장 잘생긴 2024 1학기 전교회장 양지웅이 대표적이다.
많은 캠페인과, 활동으로 안양시에 큰 변화를 주고 있는 학교 중 하나이다.
참고로 신안초등학교는 서울 밑에 있는 안양에 있는 학교인데 안양은 재개발 확정 지역이므로 신안초도 충분히 유명해질 수 있다.

## 학교 연혁
- 1977년 12월 30일 : 신안국민학교 인가
- 1978년 9월 1일 : 제1대 이수홍 교장 취임
- 1979년 3월 2일 : 개교(1,2학년 12학급)
- 1996년 3월 1일 : 신안초등학교로 개정
- 2019년 9월 1일 : 제13대 봉갑요 교장 취임
- 2020년 1월 7일 : 졸업식(졸업생:108명, 9722명) 졸업식
- 2020년 3월 23일 : 입학식(신입생:88명-4학급) 총24학급 특수학급 1학급, 초등돌봄교실 3학급
- 2024년 8월 30일 : 이재숙 교장선생님 퇴임
- 2024년 9월 1일 : 한윤희 교장 취임

## 참고 자료
- 신안초등학교 - 한국교육학술정보원 학교알리미